# Ян Самуель Беккер
Ян Самуель Беккер (близько 1730-х років, Саксонія, Німеччина — Мінськ, дата смерті невідома) — саксонський архітектор другої половини XVIII століття, учень Яна Зигмунта Дейбла. Працював у князів Сапіг.

## Біографія
Народився на початку 1730-тих років у Саксонії. Можливо, навчався в майстерні дрезденського архітектора Йоганна Крістофа Кнефеля, після чого був прийнятий на службу до Саксонського будівельного департаменту.
У середині XVIII століття перебував у Великому князівстві Литовському, де з 60-х років працював у родині Сапіг.
За офіційним переписом інвентаря від 1793 року відомо, що Беккер вважався власником одноповерхового дерев'яного будинку в Ружанах, а останнє документальне свідчення про його проживання тут датується 1808 роком. Також останні виплати пенсії здійснювалися в Мінську, де, можливо, й помер архітектор.

## Творчість
Побудував палацово-парковий ансамбль для родини Сапіг у с. Дзеречин (нині — Зельвенський район Гродненської області Білорусі (1786–1787, разом з архітектором В. Ґуцевичем)), займався перебудовою Ружанського палацу (1784–86), Костелу Пресвятої Трійці (Ружани), Церкви святих Петра і Павла та будівництвом кляштора — православного монастиря поряд з нею (все — в смт. Ружани Пружанського р-ну). За свою роботу над палацом Ян Самуель Беккер від князів Сапіг отримав довічну пенсію у сумі спочатку 2160, а потім 2520 злотих.
Крім перебудови ружанських володінь Сапіг, у планах було здійснення різних будівельних проектів для їхніх володінь, зокрема у містах Вільнюсі та Високе.

## Внесок
Саме завдяки Яну Самуелю Беккеру палацово-паркове мистецтво Білорусі досягло якісного європейського рівня, а проекти майстра стали зразком білоруського класицизму.

Твори Яна Семюеля Беккера
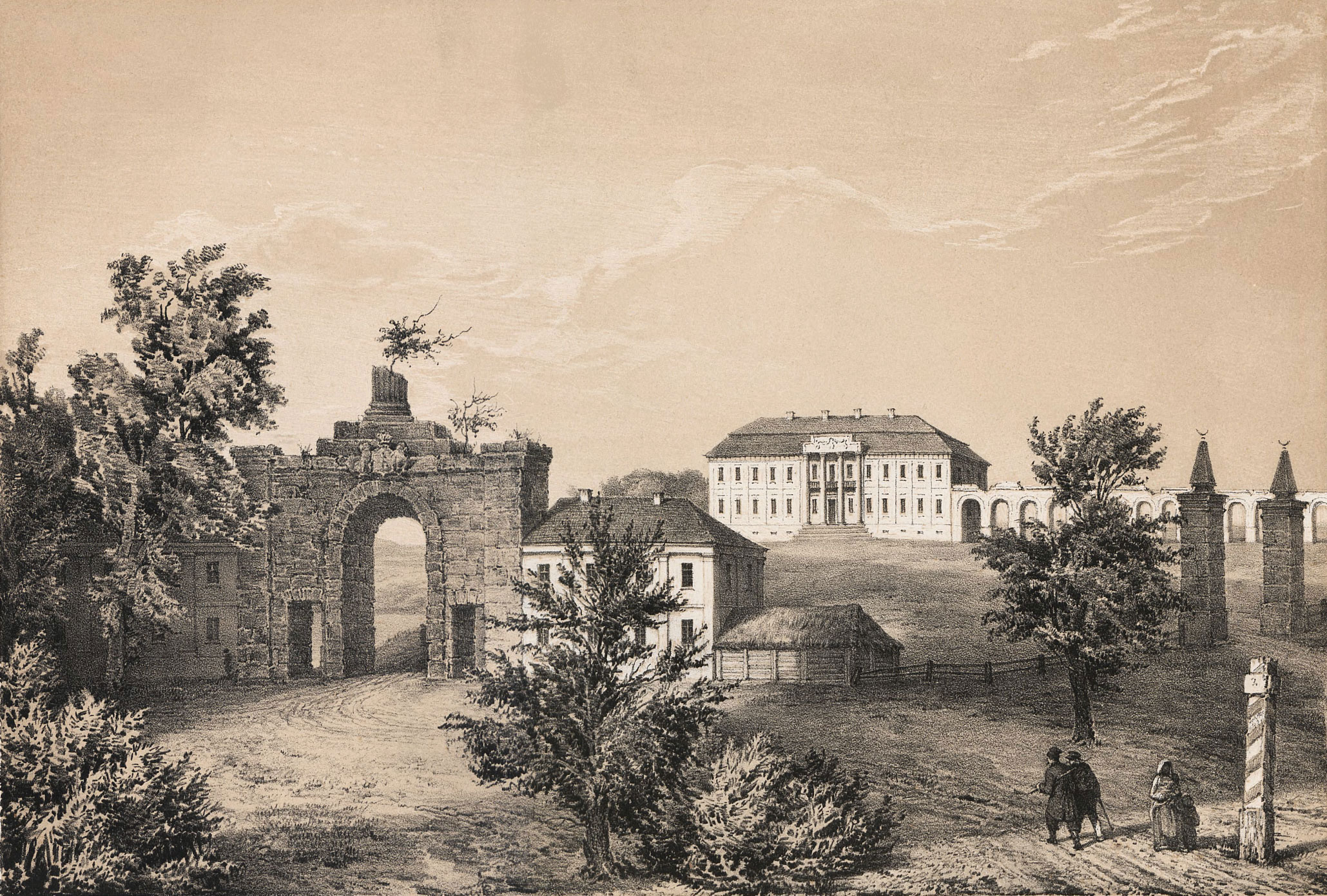
Ружанський палац
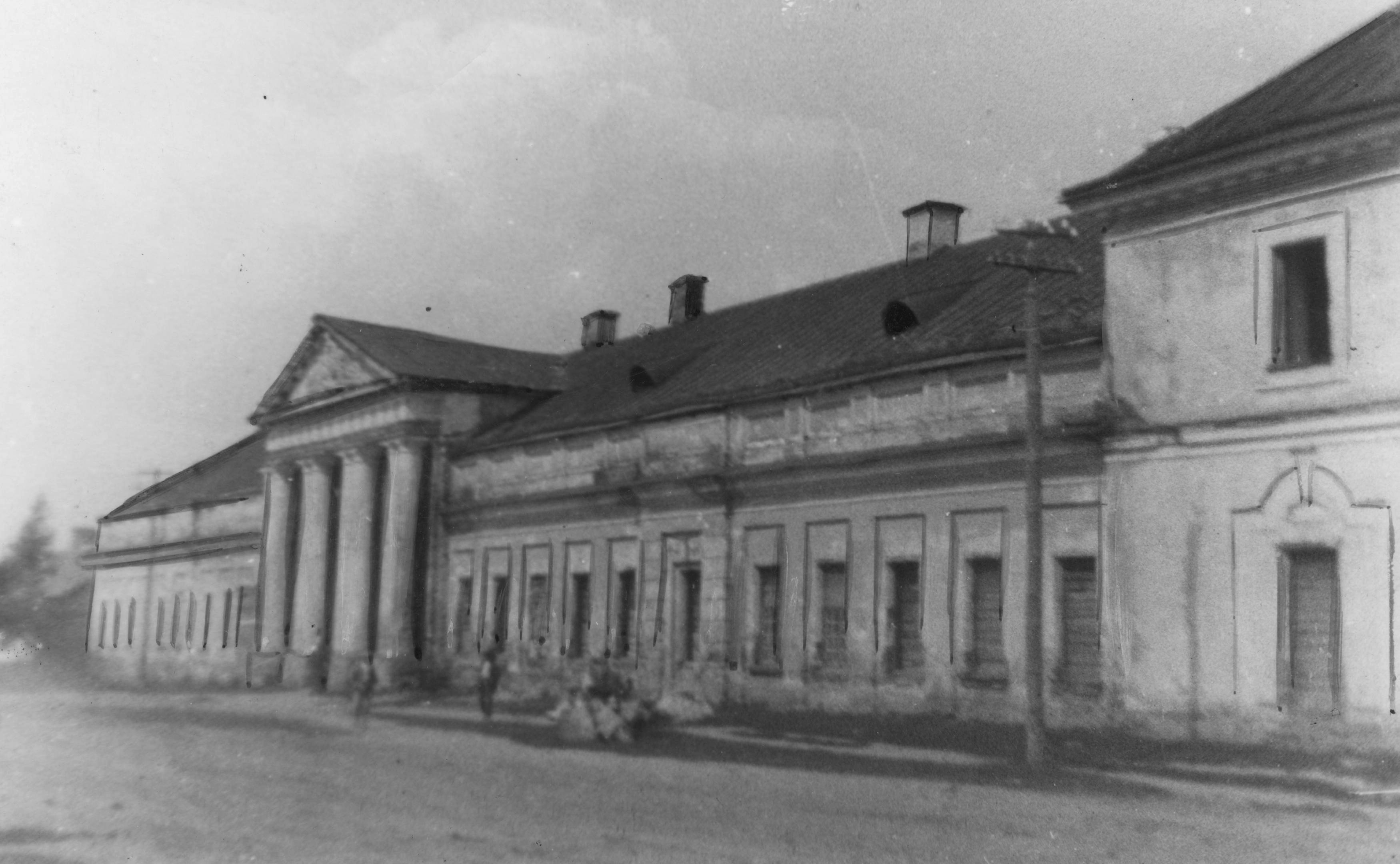
Дзереченський палац
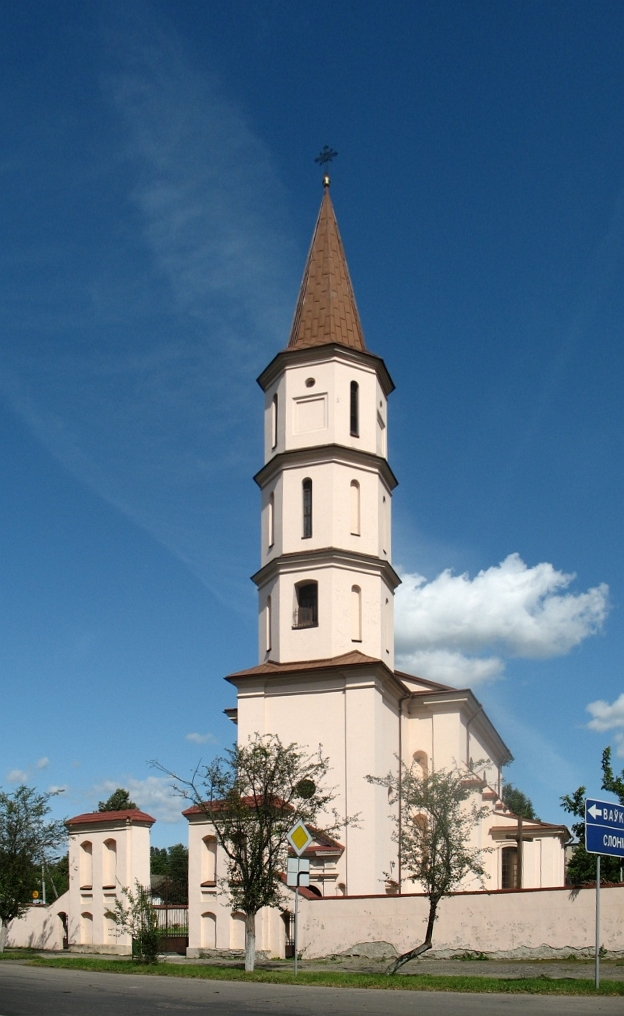
Костел Пресвятої Трійці (Ружани)